# 308-я стрелковая дивизия (2-го формирования)
308-я стрелковая Краснознамённая дивизия (308-я сд (2ф)) — воинское соединение Вооружённых Сил СССР, принимавшее участие в Великой Отечественной войне.
Периоды вхождения в состав Действующей армии:
- 26.8.1942 — 30.12.1942,
- 28.2.1943 — 10.4.1943,
- 26.5.1943 — 28.9.1943

## История
Дивизия была сформирована на базе Омского военно-пехотного училища им. М. В. Фрунзе в марте-мае 1942 года в Сибирском военном округе в городе Омске согласно приказу по войскам СибВО от 23 февраля 1942 года. Выполнение приказа было поручено начальнику Омского военно-пехотного училища им. М. В. Фрунзе полковнику Гуртьеву Леонтию Николаевичу.
С 29 августа по 6 сентября 1942 года дивизии предстояло преодолеть около 300 км пешим порядком.
Первый бой в Сталинградской битве дивизия приняла в составе 24-й армии на территории совхоза «Котлубань». Ей предстояло овладеть хутором Бородкин и высотами 133.4, 143.8 и 154.2.
«дивизия вступила в бой 9.9.42 в районе Котлубань, где ей были захвачены высоты 143.8 и 154.2»
14 сентября 1942 года дивизия подчинена 1-й Гвардейской Армии Сталинградского фронта.
Численность 308 Стрелковой дивизии на 15 сентября 1942 г. Людей: 8671; Винтовок: 8408; Станковых пулемётов: 56; Ручных пулемётов: 195; ППШ: 713; Миномётов: 260; Орудий: 44; ПТО: 30; ПТР: 275.
«…к наступлению состав 1-й гвардейской армии почти полностью обновлялся. В неё включались 173-я, 207-я, 221-я, 258-я, 260-я, 292-я, 308-я, 316-я стрелковые дивизии и ряд артиллерийских частей усиления. Из прежнего состава остались лишь танковые корпуса — 4-й, 7-й и 16-й, частично пополнившие к тому времени материальную часть.» из мемуаров Москаленко К. С. — командующего 1-й гвардейской армией (август—октябрь 1942 года).
Для того что бы заставить «…противника повернуть от Сталинграда его главные силы против нашей группировки, чем облегчилось положение Сталинграда…» 308 СД получила приказ.
Согласно Приказу № 0057/оп Штаба 1-й Гвардейской Армии от 15.09.1942 года "308 СД с 62 танковой бригадой, с 7 гв.а.п., 48 гмп, 659 ап — исх. положение для наступления сев. скаты высоты 143,8 и 154,2. Задача: прорвать оборону пр-ка, овладеть этими высотами и в дальнейшем выйти на рубеж выс. 126,1 выс. 136,1. Готовность для наступления 17.09.1942 «
Ввиду выявленных недостатков в подготовке наступления „Так, представитель Ставки (Жуков Г. К.) ещё раз указал на главную задачу армии в предстоявшем наступлении. Тогда же он в интересах исправления выявленных на занятии недостатков перенёс начало контрудара на утро 18 сентября“.
18 сентября 1942 года
Главный удар Сталинградского фронта 18.09.1942 года наносила 1-я Гвардейская Армия, на острие которой были 308-я и 316-я стрелковые дивизии. Против 308-й и 316-й (2-го формирования) стрелковых дивизий оборонялась 60-я моторизованная дивизия Вермахта (7 батальонов, по средней численности превосходила многие пехотные дивизии 6-й армии)
„308 СД наступление начала в 7:30 18.09.1942“
Из Журнала боевых действий (ЖБД) 308 Стрелковой Дивизии (II формирование) от 18.09.1942 года — „В течение 16-17.09.1942
вела усиленную подготовку к наступлению. Поставленную задачу части 308 СД полностью не выполнили, и к исходу дня овладели: 339СП сев. скатами 700 м сев. выс. 143,8. 347СП 300—400 м скатами выс. 154,2. 351СП — развивая успех, овладел хутором Бородкин, продолжал наступление на хут. Новая Надежда (с частью личного состава до сего времени не вернулся)“
»…ничто не мешало фашистскому командованию непрерывно подбрасывать танки с мотопехотой из района Большая Россошка к атакованному участку в районе высот 154,2, 145,5 и хутора Бородкин. С самого начала нашего наступления над полем боя всё время висела вражеская авиация. Группы по 15—20 самолётов одна за другой методично бомбили боевые порядки атакующих.
С 12 часов фашисты начали из района хутора Бородкин серию контратак пехоты и танков. Во второй половине дня, кроме того, резко повысилась активность авиации противника. И хотя, несмотря на это, атакующие соединения приблизились к хутору и овладели расположенной вблизи него высотой 145,5, наступление явно ослабевало…
…в 18 часов противник предпринял контратаку крупными силами пехоты с 50 танками и вновь овладел высотой 154,2.
Поредевшие части 308-й и 316-й стрелковых дивизий, не закрепившиеся на «Большом гребне» и к тому же лишившиеся поддержки танков и артиллерии (танки к этому времени были подбиты огнём противника, а орудия сопровождения отстали ещё утром), не сдержали натиска врага. Штабы обеих дивизий потеряли управление частями. Последние с наступлением темноты начали мелкими группами отходить от хутора Бородкин и со скатов высоты 145,5 к разъезду 564-й километр."
При наступлении 18.09.1942 года дивизия понесла значительные потери. Например, согласно данным ОБД мемориал, только пропавшими без вести числятся 27 командиров среднего КомНачПолитсостава 351 СП, родственники которых находились на временно оккупированных территориях СССР. В том числе 18.09.1942 года пропал без вести и командир 351 СП майор Савкин Григорий Иванович (1900—1942)

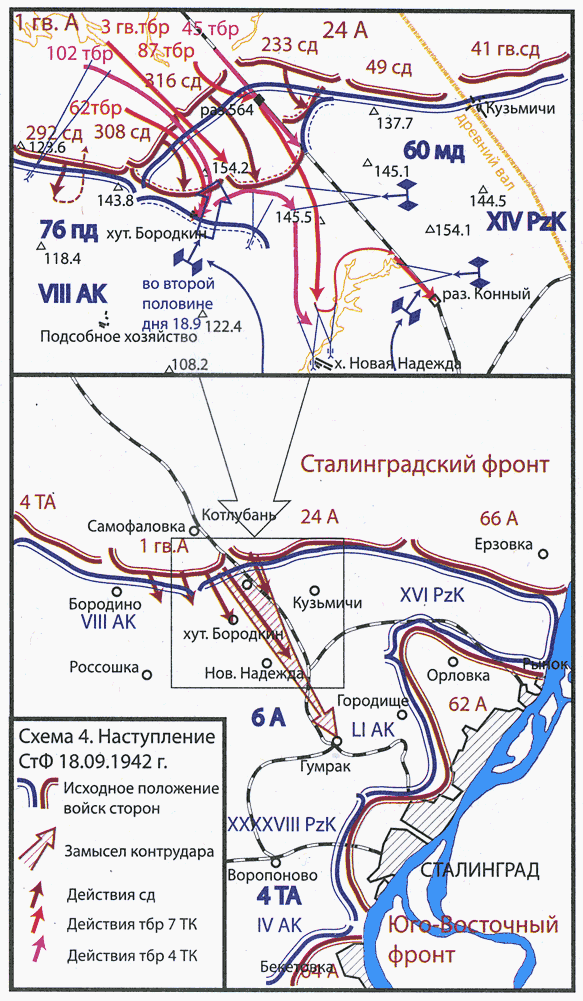

19 сентября 1942 года. Боевой Приказ № 0060/оп Штаба 1-й Гв. Армии от 18.09.42г. «308СД приказано решительно перейти в атаку и задачу, поставленную приказом 0057/оп, выполнить, ни считаясь ни с чем и ни каким сопротивлением врага» (орфография первоисточника)
20 сентября 1942 г. Из Журнала Боевых Действий 308 Стрелковой Дивизии: «308СД, потеряв в прошедших боях более 70 % личного состава и матер. части, ограничилась действиями по овладению выс. 143,8 , 154,2»
20.09.1942 года в составе 308-й стрелковой дивизии насчитывалось 4467 человек
21.09.1942 года Из ЖБД 308 СД: «Задача: Ликвидировать огневой мешок пр-ка между выс. 143,8 и выс.154,2 с общим положением по глубине 2 км по ширине 500—1200 м.
После 308СД выходит во 2-й эшелон Армии, и продолжать удерживать занятую нами выс.154,2».
24.09.1942 года. Боевой Приказ № 0068/оп 1-й Гвард. Армии (24:00) «308 СД в резерв Армии к 2 часам 26.09.42 сосредоточиться в районе: выс.128,6 выс.118,2 и быть готовым к к-атакам в напр. выс.124,6 на выс.130,4; выс.133,4 на хутор Бородкин»
25-26.09.1942 года. «В течение 25.09.42 и полудня 26.09.42 дивизия боевых действий не вела. Потерь в людском составе и мат.части не имеется»
«Части 308СД автотранспортом переброшены из района боевых действий на вост.берег р. Волги»
30.09.1942 года. По Приказу Командующего фронтом 308СД с 20:00 30.09.42 подчинена командарму 62 Армии
308 СД в составе 351 СП, 430 ПТД, пул.б-на, сапёрного б-на, штаба дивизии/операт.группа/ и заград отряд в ночь с 30.09.42 на 01.10.42 переправилась на правый берег р. Волга…
Численный состав 308 СД на 1 октября 1942 г. — 4055 чел.
01.10.1942 года « По приказу Командующего фронтом командарму 62 Армии к 05:00 01.10.1942 переправить части 308 СД на западный берег р. Волга и использовать её на сев.зап. окраине Красный Октябрь, с целью не допустить противника к северной переправе. По Приказу № 179 Штаба 62 Армии от 01.10.42г. в 20:00 308 СД одним усиленным СП наступает в направлении: Силикат с задачей овладеть южн. кварталами ул. Еланская, Кладбище.»
02.10.1942 года «351 СП в составе с 430 ПТД, 2 взводов пул. б-на, сапёрного взвода с 6:00 2.10.42 начал наступление…»
339 СП к 7:00 переправлен на правый берег р. Волга
03.10.1942 года 347 СП в 4:30 переправился на правый берег р. Волга. 42-я стрелковая бригада и 92-я стрелковая бригада в оперативном отношении подчинены 308 СД.
Дивизия ведёт боевые действия в районе северо-восточной части посёлка з-да «Баррикады» в районе: ул. Верхнеудинская; Нижнеудинская; Макеевская; Кладбище; Силикат.
308 сд- авиация противника с 6.00 непрерывно бомбит боевые порядки дивизии и КП, нанося большие потери. 351 сп — до 18.00 упорно отражал атаки противника, но после отхода справа 42 сбр и слева 92 сбр, понеся большие потери, начала отход на Силикат и Нижнеудинск. В 18.00 противник контратаковал правый и левый фланг 351 сп в направлении пос. Баррикады, Силикат, кладбище. Противник к 18.30 овладел Силикат, в результате завязавшегося боя группа в колич. 30-40 чел. отошла к ж.д, что южнее Нижнеудинск, перешла к обороне и сдерживала атаки противника. Остальная часть 351 сп частью уничтожена противником, и частью рассеяна. Командир полка майор Маркелов тяжело ранен. "
3 октября, во второй половине дня, на позиции 308-й стрелковой дивизии обрушился мощный удар трёх немецких пехотных дивизий 94-й, 305-й и 389-й и 24-й танковой, перешедших в наступление при поддержке значительного количества танков и артиллерии. В ходе ожесточённых и кровопролитных боев дивизия понесла очень большие потери. 351-й стрелковый полк был окружён противником, но его бойцы, истекая кровью, отбивали яростные атаки гитлеровцев.
04.10.1942 года Вечером 4 октября на командный пункт полковника Л. Н. Гуртьева, находившийся в полуразрушенном магазине «гастроном», пробился офицер связи 351-го полка и доложил о том, что весь личный состав полка погиб. Командир дивизии не поверил сообщению связиста и направил его назад с одним из офицеров своего штаба. Больше с позиций 351-го полка не поступало никаких сообщений. Солдаты и офицеры полка погибли, с честью выполнив свой долг перед Родиной.
остатки личного состава 351 полка были поделены между 339-м и 347-м полками. В дальнейшем 308-я стрелковая дивизия сражалась двумя полками вместо положенных трёх.
05.10.1942 года. Из журнала боевых действий 62 А : 5 Октября − 308 сд с 651 иптап занимает оборону на рубеже 639 сп — от Воздухоплавательная по Петрозаводской ул. ; 347 сп примыкает правым флангом к 339 сп у оврага, занимает оборону на участке Гдовская ул., Бугурусланская до линии ж.д. 
Выделены группы для уничтожения автоматчиков в районе Скульптурный. Поддерживает 266 пап.
06.10.1942 года Из ЖБД 62 А : 308 сд с остатками 92 и 42 СБР обороняла прежние позиции. Вследствие прямого попадания крупного калибра авиабомбы в КП 389 сп погибло 16 чел. бойцов и командиров, среди них командир полка, Военком полка. Начальник штаба, ПНШ-1, ПНШ-2, Военком полка, зам.нач. ПОДива, санинструктор ПОАРМ и др. В результате — 339 сп, оставшись без руководства, и имея открытый правый фланг, несколько отошёл. Командир дивизии из состава командиров Штадива назначил командный состав 339сп.
Численный состав 308 СД на 10 октября 1942 г. — 3225 человек
19.10.1942 года. Из сводки ГенШтаба РККА: «308 сд частью сил, отдельными опорными пунктами, вела бои в окружении в районах сад Скульптурный и улица 9-го Января, а остальными силами вела бой в районе юго-зап. части завода „Баррикады“».
Из сводки 62-й Армии: «308 СД /остатки 339СП и 347СП, преодолевая огневое сопротивление продвигаются в район юго-западного угла завода „Баррикады“ с задачей выйти в стык с 193СД»
20.10.1942 года. Из сводки 62-й Армии: «308 СД своим левым флангом вышла к ул. Стальная. Задача дивизии — выйти к развилке ж.д.»
21.10.1942 года. «308 СД /110 штыков/ продолжает вести бои в юго-западном углу завода „Баррикады“. Бои продолжаются с переменным успехом»
24.10.1942 года. Из боевого донесения 62 А:
«В результате исключительно напряжённых боев части 138 и 193 сд и остатки 308 СД и 37 гв. сд, понеся большие потери, как дивизии утратили свою боеспособность и лишились материальной части артиллерии, бывшей на правом берегу. Указанные дивизии нуждаются в смене их вполне боеспособными двумя СД»
Численный состав 308 СД на 20 ноября 1942 г. —1727 человек
25 декабря 1942 года. "Приказ № 00251 войскам 62 Армии от 25 декабря 1942 г.
" 1. К 28.12.1942 вывести из состава Армии в резерв Ставки Верховного Командования:
а) 308 Стрелковую Дивизию в полном составе по списочному. численному составу людей, лошадей, оружия и транспорта по состоянию на 27 декабря с.г.
2. Обеспечить дивизию продфуражом /путевым и высадочным/ из расчёта 11 суток и одна заправка горючего.
3. Станция погрузки Заплавное с 18:00 28.12.42 г. Темп 2. Выгрузка станц. Романовка "
.
В ходе обороны Сталинграда успешно отразила 117 яростных атак противника.
Маршал Советского Союза В. И. Чуйков, руководивший обороной Сталинграда, позднее, в мемуарах написал о дивизии и её командире: 

«Стрелковая часть по времени меньше всех сражалась в городе, но по действиям, по количеству отражённых атак и по стойкости не уступала другим соединениям 62-й армии. В самые жестокие бои в заводском районе она сражалась на главном направлении удара фашистских войск и отразила не менее 100 атак озверелых захватчиков».— http://warhistory.livejournal.com/1202198.html
С 25 декабря 1942 года по 17 февраля 1943 года дивизия выведена в резерв Ставки Верховного Главнокомандующего и передислоцировалась в район Романовка, где 351-й стрелковый полк пополнился личным составом согласно штата НКО № 04/550 и 04/562.
За образцовое выполнение боевых задач и проявленные личным составом мужество и отвагу дивизия награждена орденом Красного Знамени (19 6.1943)
3 августа 1943 года на наблюдательном пункте у пос. Ниж. Калиновка осколком снаряда смертельно ранен командир дивизии генерал-майор Гуртьев, Леонтий Николаевич
Дивизия участвовала в Орловской и Брянской операциях.

За боевые заслуги дивизия 29 сентября 1943 года была преобразована в 120-ю гвардейскую стрелковую дивизию
.

## Награды дивизии
- 19 июня 1943 года —  Орден Красного Знамени — награждена указом Президиума Верховного Совета СССР от 19 июня 1943 года за образцовое выполнение боевых заданий командования на фронте борьбы с немецкими захватчиками (героическую оборону Сталинграда (?)) и проявленные при этом доблесть и мужество.[19]

## Боевой состав
- Управление дивизии — войсковая часть № 7545
- 339-й стрелковый полк — войсковая часть № 7605
- 347-й стрелковый полк[20]
- 351-й стрелковый полк — войсковая часть № 7547
- 1011-й артиллерийский полк — войсковая часть № 7607
- 430-й отдельный истребительно-противотанковый дивизион
- 185-я разведывательная рота
- 699-й сапёрный батальон
- 899-й отдельный батальон связи (с 25.1.43 г. — 899-я отдельная рота связи)
- 287-й медико-санитарный батальон
- 490-я (487-я) отдельная рота химзащиты
- 549-я автотранспортная рота
- 393-я полевая хлебопекарня
- 863-й дивизионный ветеринарный лазарет
- 1852-я полевая почтовая станция
- 1171-я полевая касса Госбанка

## Подчинение
| Подчинение | Подчинение                | Подчинение          | Подчинение             |
| На дату    | Фронт (округ)             | Армия               | Корпус                 |
| ---------- | ------------------------- | ------------------- | ---------------------- |
| 01.08.1942 | Резерв ставки ВГК         | 8-я резервная армия | -                      |
| 01.09.1942 | Сталинградский фронт      | 24-я армия          | -                      |
| 01.10.1942 | Сталинградский фронт      | 62-я армия          | -                      |
| 01.11.1942 | Сталинградский фронт      | 62-я армия          | -                      |
| 01.12.1942 | Сталинградский фронт      | 62-я армия          | -                      |
| 01.01.1943 | Резерв ставки ВГК         | -                   | -                      |
| 01.02.1943 | Приволжский военный округ | -                   | -                      |
| 01.03.1943 | Калининский фронт         | -                   | -                      |
| 01.04.1943 | Калининский фронт         | -                   | -                      |
| 01.05.1943 | Резерв ставки ВГК         | 11-я армия          | -                      |
| 01.06.1943 | Брянский фронт            | 3-я армия           | -                      |
| 01.07.1943 | Брянский фронт            | 3-я армия           | -                      |
| 01.08.1943 | Брянский фронт            | 3-я армия           | 41-й стрелковый корпус |
| 01.09.1943 | Брянский фронт            | 3-я армия           | 41-й стрелковый корпус |

## Командиры

Гуртьев Л. Н.

- Гуртьев, Леонтий Николаевич (01.12.1942 — 03.08.1943), полковник, с 07.12.1942 (или 2.12) генерал-майор.
- Масленников, Николай Кузьмич (04.08.1943 — 29.09.1943), полковник, с 22.09.1943 генерал-майор.

## Отличившиеся воины дивизии
- Гуртьев, Леонтий Николаевич, генерал-майор, командир дивизии.